# Korean Journal of Ecology and Environment
Korean Journal of Ecology and Environment (Korean J. Ecol. Environ., KJEE) – recenzowane czasopismo naukowe, publikujące w dziedzinie ekologii i nauk o środowisku.
Czasopismo to wydawane jest przez Korean Society of Limnology od 1968 roku. Ukazuje się 4 razy w roku. Publikowane są artykuły w języku angielskim i koreańskim z angielskim abstraktem. Tematyką pismo obejmuje ekologię, limnologię i nauki o środowisku.